# United States Marine Corps
Lo United States Marine Corps (USMC) anche conosciuto in italiano come "Corpo dei Marine" o semplicemente "Marines", è la componente della fanteria di marina degli Stati Uniti facente parte delle sei forze armate statunitensi.
Le principali funzioni del Corpo dei Marines consistono nell'assicurare la sicurezza delle imbarcazioni e delle basi navali statunitensi, oltre che lo svolgimento di operazioni anfibie.
Nel corso della sua storia, tuttavia, il Corpo dei Marines è stato frequentemente utilizzato come forza di spedizione per operazioni anti-guerriglia e di occupazione.
Con 182 000 militari in servizio e 38 500 nella riserva il Corpo dei Marine è numericamente la seconda più piccola tra le forze armate degli Stati Uniti (solo la US Space Force ha un organico numericamente inferiore).

## Storia

### Le origini e la costituzione

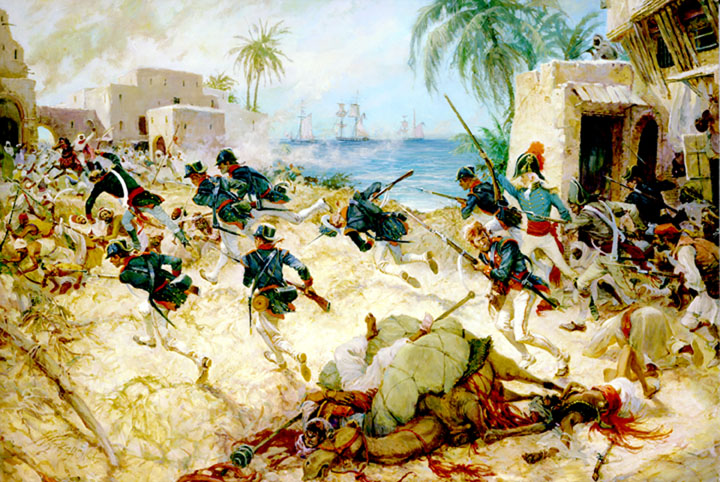
Marines degli Stati Uniti che portano i mercenari arabi alla vittoria durante la battaglia di Derna

La loro origine risale al 10 novembre 1775, quando il Congresso americano, mentre era in corso la ribellione contro il governo di sua maestà britannica, stabilì la creazione del corpo dei Continental Marines.
Questo corpo, detto anche dei Regular Marines per distinguerli da quelli costituiti dalle singole marine dei differenti stati, o da quelli imbarcati sulle navi private adattate alla guerra di corsa, divenne operativo nel 1776. La prima azione anfibia dei Continental Marines avvenne il 3 marzo 1776, quando 268 uomini sbarcati dalla fregata Alfred occuparono Nassau, nelle Bahamas, catturando, tra lʼaltro, 88 cannoni e 16.535 proiettili. Nel corso della guerra dʼindipendenza, i Marines presero parte a svariate battaglie di terra e di mare e persino a due sbarchi in territorio britannico, cooperando con l'Infanterie de Marine francese. La campagna si chiuse, per i Continentals, con l'abbordaggio della HMS Baille nel gennaio 1783; il successivo Trattato di Parigi del 3 settembre 1783 mise fine alla Rivoluzione Americana.
Alla fine della guerra d'indipendenza seguì una smobilitazione che fu interrotta nel 1798; già l'anno precedente una deliberazione del Congresso aveva stabilito che sulle navi da guerra dell'US Navy vi fosse un distaccamento di 167 Marines ma, in questo caso, si trattava di soldati formalmente dipendenti dalla Marina, in quanto il corpo dei Continental Marines era stato sciolto. L'anno dopo, il segretario di stato per la guerra James McHenry fece presentare a Samuel Sewell, presidente della commissione navale della Camera, la proposta di creare un battaglione denominato Marine Corps. La proposta passò con un emendamento del Senato che ne aumentò l'organico a un reggimento e il presidente John Adams firmò la legge l'11 luglio 1798, anche se la data di fondazione del corpo ufficialmente festeggiata resta quella del 10 novembre 1775.
Il primo impegno dei Marine fu quello che era già stato stabilito, cioè difendere le navi americane dagli attacchi di altre unità e compiere azioni dello stesso tipo, che si conclusero nel febbraio 1801 quando Washington e Parigi cessarono le ostilità. Ci fu una nuova smobilitazione, ma i Marines furono ben presto chiamati in azione, questa volta contro i pirati barbareschi che intralciavano i traffici marittimi nel Mediterraneo. La campagna, anche nota come prima guerra barbaresca si concluse il 4 giugno 1805, quando il pascià di Tripoli acconsentì a un accordo di pace con il governo statunitense. Il tenente Presley O'Bannon, che in aprile aveva alzato la bandiera a stelle e strisce sulla residenza del Bey Hamet Karamanli, ebbe in dono la cosiddetta Mameluke Sword, la spada mamelucca, che è poi servita da modello a quella che gli ufficiali dell'USMC hanno ancora oggi. I primi anni del XIX secolo videro i Marines impegnati soprattutto nella lotta alla pirateria ma questi scontri degenerarono in una nuova ostilità contro la Gran Bretagna.
Il 19 agosto 1814, il maggior generale Robert Ross, durante la guerra anglo-americana sbarcò con più di 5.000 uomini nel Maryland e puntò su Washington. A difendere la capitale vi erano 6.000 Minutemen della National Guard e un battaglione di 114 Marine. All'apparire degli inglesi i miliziani si dispersero, ma i Leathernecks ("colletti di cuoio", dal nome di un accessorio della loro divisa), al comando del Capitano Samuel Miller, con un solo cannone da 18 libbre, ne fermarono l'avanzata per due ore, distruggendo un'intera compagnia nemica. Gli inglesi persero 249 uomini, anche se riuscirono a prendere la capitale.
Seguì un periodo oscuro, con due comandanti del corpo sottoposti alla corte marziale per il loro disdicevole comportamento, ma già nel 1820 il corpo era ritornato al suo originario prestigio, riprendendo con lena a combattere la pirateria. In quel periodo l'US Marine Corps era autonomo, ma passava sotto il controllo dell'US Army durante le operazioni a terra e sotto quello dell'US Navy quando era imbarcato, situazione che spesso era fonte di inefficienze. Lʼ8 dicembre 1829, il presidente Andrew Jackson ne chiese l'incorporazione nelle forze di fanteria e artiglieria, ma il Congresso fu sempre a favore dell'autonomia, considerandolo per certi aspetti un'appendice dell'US Navy. Questo stato di cose, che in pratica continua ancora oggi, fu sancito il 30 giugno 1834.
Nel 1836 i "colletti di cuoio" furono chiamati a fronteggiare una nuova emergenza, ovverosia quella legata alle sollevazioni dei nativi. Erano anni nei quali la giovane Unione era alla ricerca dei suoi assetti territoriali, che sfociò l'11 maggio 1846 nella guerra col Messico. Toccò ai Marine aprire le ostilità e compiere svariati sbarchi che portarono le truppe americane nel cuore del territorio nemico. La campagna si concluse il 2 febbraio 1848 con sostanziali vantaggi per gli Stati Uniti, che ottennero Texas, Nuovo Messico e la California a nord di San Diego. Dal 1843 al 1860 i Marine furono incaricati dell'interdizione del traffico degli schiavi. Dopo il 1850 una nuova emergenza fu rappresentata dalle minacce alle vite e ai beni di cittadini statunitensi in America Latina, in risposta alle quali vi furono sbarchi in Argentina, Nicaragua e Panama. Il XIX secolo, con il suo rapido progresso, causava sussulti in molte parti del mondo, soprattutto dove esistevano popolazioni che non avevano mezzi e volontà per affrontarne lo shock culturale. In quel periodo i Marine si dimostrarono un'efficiente forza di polizia internazionale, come quando, sul finire del 1856, intervennero in Cina.

### La guerra di secessione

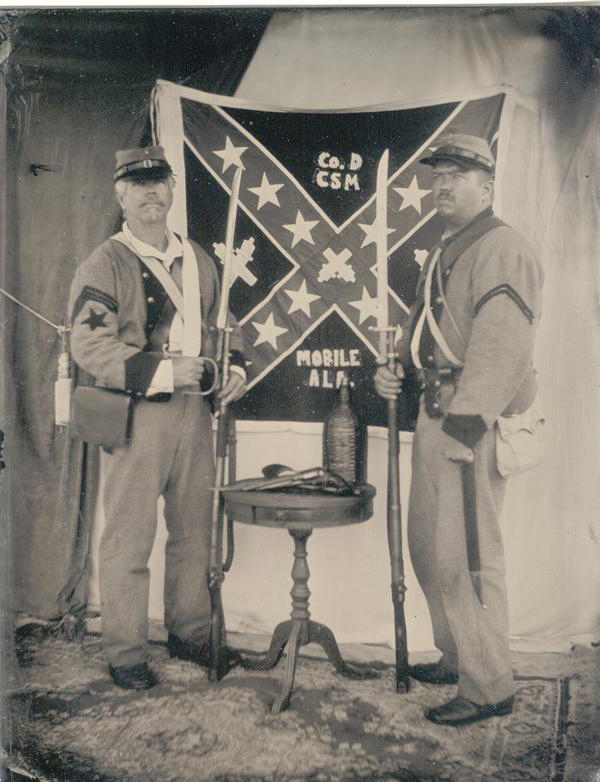
Marines confederati

Nella seconda metà del secolo gli Stati Uniti vissero il dramma della guerra di secessione; con il crescere della tensione tra schiavisti e abolizionisti, un buon numero di soldati dette le dimissioni per transitare nelle file dei Confederati e tra essi vi erano molti Marine. Il presidente Abraham Lincoln aumentò l'organico a più di 4.000 uomini, sempre troppo pochi per poter incidere considerevolmente sul conflitto. Nonostante ciò, elementi del corpo furono presenti in molte battaglie e, dopo la sconfitta subita nella battaglia di Manassas del 21 luglio 1861, quando furono impiegati secondo le loro attitudini ottennero risultati di rilievo, compiendo anche alcune operazioni anfibie. Alla fine della guerra di secessione, il corpo contava 4.167 uomini e durante le operazioni aveva avuto 148 caduti in combattimento e 312 per altre cause.
I Confederati crearono con un atto del Congresso il 16 marzo 1861 il Confederate States Marine Corps. L'organico del CSMC fu inizialmente di 45 ufficiali e 944 uomini, cresciuti di organico nel tempo. La sede e le strutture di formazione principali rimasero a Richmond, Virginia, durante tutta la guerra, situate a Camp Beall e al cantiere navale di Gosport a Portsmouth. L'ultima unità del CSMC si arrese il 9 aprile 1865.
Contemporaneamente la reputazione dei leathernecks dell'Unione era ai livelli più bassi e vi furono nuovi tentativi di sciogliere il corpo per via legislativa ma, ancora una volta, senza successo. L'USMC tornò in azione compiendo una serie di sbarchi in punti caldi del mondo, nei quali era necessaria la presenza di forze armate con la bandiera a stelle e strisce: Formosa, Giappone, Uruguay, Messico, Colombia, Hawaii, Egitto, Corea, Haiti, Samoa, Argentina, Cile, Nicaragua e Panama. Nel 1871 vi fu un incidente con la Corea; la risposta fu lʼinvio di una brigata di Marine e di un contingente di "bluejackets" (giacche blu) dello US Army, per conquistare i forti che avevano attaccato le navi americane. L'operazione riuscì, con 2 Marine e 243 coreani caduti. Nel 1885 ci furono dei problemi tra i residenti della regione dellʼistmo di Panamá e le truppe colombiane; data l'importanza vitale della regione, intervennero tre battaglioni di Marine, che costituirono la 1st Marine Brigade e in meno di un mese riportarono la situazione sotto controllo, nonché la loro reputazione ai livelli precedenti la guerra di secessione.

### La guerra ispano-americana
Il 15 febbraio 1898, nel porto dellʼAvana, vi fu lʼincidente della corazzata USS Maine, che saltò in aria, con la morte di 28 Marine e 238 marinai che erano a bordo. Da tre anni a Cuba era in atto una ribellione contro il governo spagnolo, che la stampa americana accusava di durissime repressioni; la tensione emotiva contro la Spagna crebbe fino a quando, il 21 aprile 1898, il Congresso le dichiarò guerra. Gli scontri del conflitto ispano-americano portarono i Marine a combattere a Cuba e nelle Filippine, dimostrando la loro maggior preparazione e idoneità alle operazioni in aree remote e tropicali. Come conseguenza del conflitto ispano-americano, i "colletti di cuoio" sbarcarono a Guam e a Porto Rico. La 1st Marine Brigade, fu impiegata a lungo per pacificare le Filippine. L'inizio del nuovo secolo portò la Rivolta dei Boxer a Pechino, con i Marine impegnati nella difesa delle legazioni e nella successiva occupazione di Tientsin.

### La prima guerra mondiale
Ci furono ancora interventi di polizia internazionale a Cuba, in Messico e a Haiti, prima che il mondo piombasse nella prima guerra mondiale. Come avverrà poi anche nella Seconda, gli Stati Uniti intervennero in ritardo, poiché il presidente Woodrow Wilson tentò a lungo di rimanere fuori dal conflitto e solo nellʼaprile 1917, dopo l'affondamento di varie navi da parte di sommergibili tedeschi e le trattative tra la Germania e il Messico per unʼalleanza, fu costituito il corpo di spedizione americano. Nel giugno 1918 i Marine affrontarono il combattimento più sanguinoso della loro storia, con la battaglia di Bosco Belleau, a ovest di Reims, durante la quale persero circa 2.000 uomini ma sconfissero i tedeschi in uno scontro interamente terrestre, dopo il quale vennero soprannominati dai tedeschi teufelhunden (cani del diavolo) per la loro ferocia in combattimento. Nel luglio 1918 entrò in azione per la prima volta la 1st Marine Aviation Air Force, con la quale il corpo entrò in una nuova dimensione: alla fine della guerra, la componente aerea contava 340 aeroplani e 2.500 uomini. Durante gli anni tra le due guerre mondiali, il Marine Corps fu chiamato a intervenire a Cuba, Haiti, Santo Domingo e Nicaragua. Nel 1929 fu costituita una speciale forza, soprannominata China Marines, per la difesa degli interessi americani in Cina.

### La seconda guerra mondiale
La situazione che andava maturando in Estremo Oriente portò all'enorme espansione giapponese sugli arcipelaghi e sul continente e, in definitiva, all'attacco della piazzaforte americana di Pearl Harbor, alle Hawaii. Così il Giappone trascinò nel conflitto gli Stati Uniti, mettendo in atto il lungo processo che porterà alla sua sconfitta finale attraverso il lancio di due bombe atomiche da parte dell'esercito degli Stati Uniti. La Guerra del Pacifico fu la vera epopea dei Marine, che portarono i Leathernecks, ora chiamati anche "grunts" (grugniti), all'attenzione di tutti e all'identificazione del fante americano con loro. I Marines furono un elemento determinante della vittoria alleata: al conflitto parteciparono 669.000 di essi, con 19.733 morti e 67.207 feriti. I Marine uscirono dalla seconda guerra mondiale coperti di gloria e circondati dall'affetto e dall'ammirazione del loro Paese, riuscendo a evitare ancora i continui assalti di chi li avrebbe voluti incorporare nell'US Army o nell'US Navy. Il National Defense Act del 1947 stabilì che l'USMC avrebbe mantenuto il suo status autonomo pur nell'ambito della US Navy.

### Dalla guerra di Corea al XXI secolo

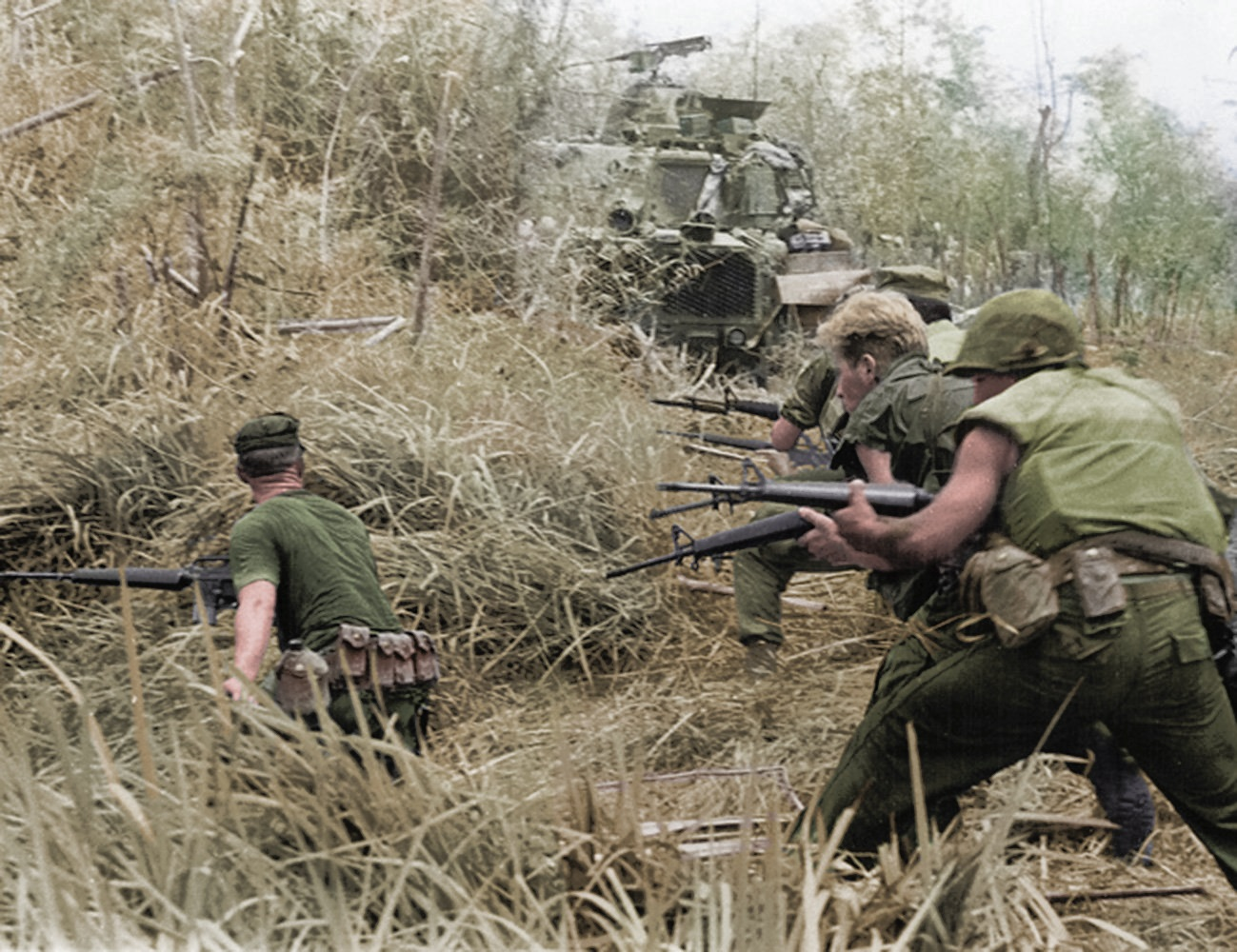
Marines in azione durante l'operazione Allen Brook nel Vietnam del Sud nel 1968

La pace non durò molto e il 24 giugno 1950 la Corea del Nord invase quella del Sud. Il 2 agosto 1950 la 1st Provisional Brigade del brigadier generale Edward Craig arrivò in Corea e fermò lʼavanzata dellʼEsercito Popolare nordcoreano. Vi furono operazioni anfibie ma la campagna fu soprattutto di terra e ancora una volta a essa i Marine diedero un contributo determinante, distinguendosi nelle battaglie di Incheon e del bacino di Chosin. Mentre continuava la guerra fredda, il 14 luglio 1958 il presidente del Libano chiese un intervento protettivo da parte dei Marine, che sbarcarono a Beirut, ma ci furono anche operazioni minori in altre parti del mondo. Sotto la cenere, però, covava il fuoco di quello che sarebbe stato il più lungo conflitto per i Marine e anche lʼunico dal quale non siano usciti vincitori: il Vietnam.
Dopo un intervento nel 1961 in Laos e Thailandia, si arrivò alla guerra aperta dopo il 2 agosto 1964, con il famoso Incidente del golfo del Tonchino e il coinvolgimento dellʼUS Marine Corps a partire dal 7 marzo 1965. Il battesimo del fuoco in quel teatro fu lʼoperazione Starlite; negli anni seguenti i Marines furono impegnati in continui e aspri combattimenti contro guerriglieri vietcong e regolari dellʼEsercito del Vietnam del Nord nel settore della zona smilitarizzata di confine e nella regione settentrionale del Vietnam del Sud. Il Corpo dei Marines subì pesanti perdite nella guerra del Vietnam, superiori a quelle subite nella seconda guerra mondiale e nella guerra di Corea; forti contrasti sorsero con i generali del United States Army, che criticarono il comportamento dei Marines, i quali a loro volta erano fortementi polemici per le interferenze e le decisioni tattiche dellʼEsercito.
Con il ritiro definitivo delle truppe nel 1973 e la sconfitta definitiva del 1975 gli Stati Uniti precipitarono in quella sorta di scoraggiamento collettivo noto come "Sindrome del Vietnam", dal quale si riebbero solo con lʼinvasione dell'isola di Grenada del 1983 (nonostante la gaffe con il Regno Unito, in quanto Grenada apparteneva al Commonwealth) e la Prima guerra del golfo nel 1991. 

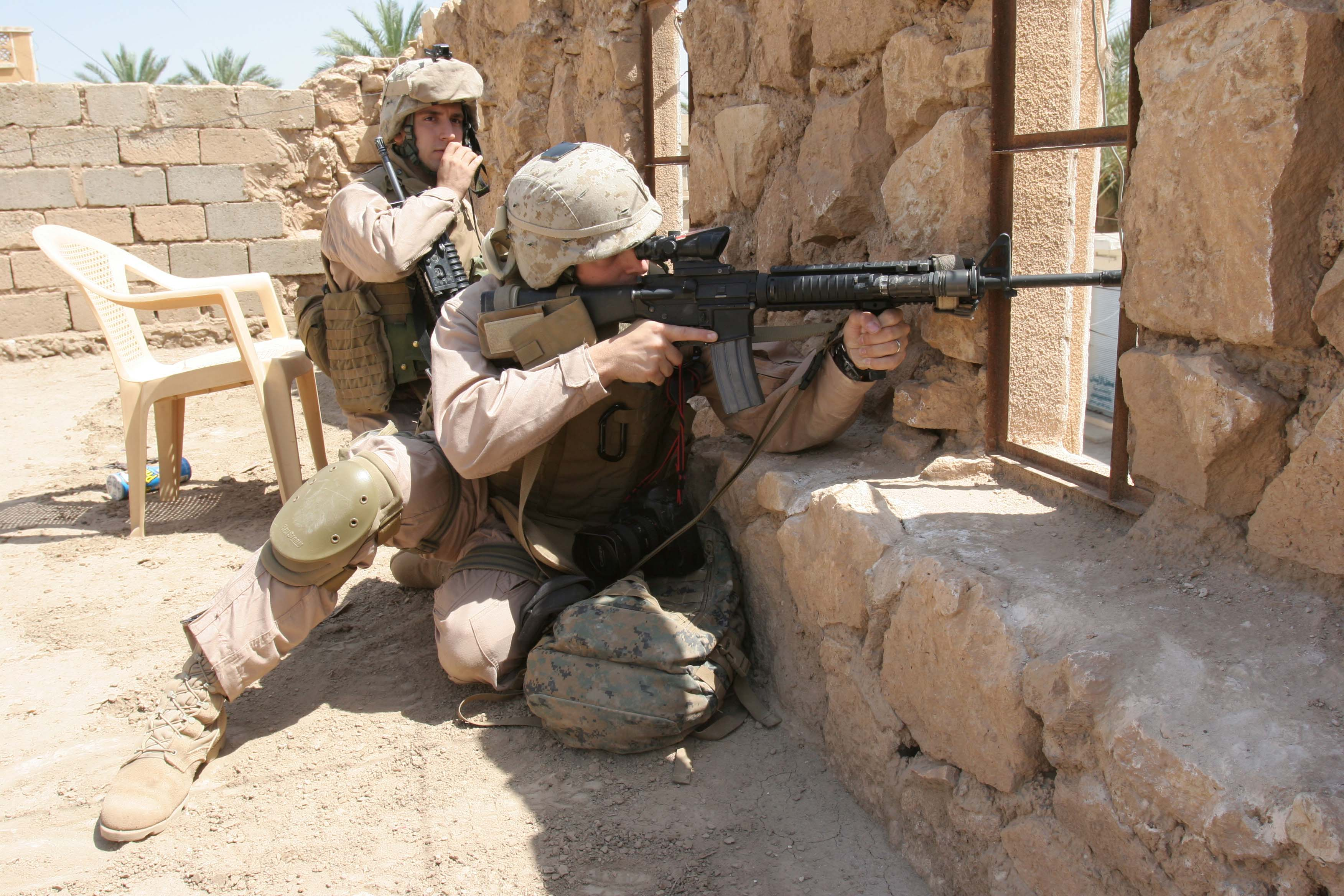
Marines durante un'operazione per prevenire e interrompere l'attività dei ribelli a Ramadi, guerra in Iraq (25 aprile 2006)

Dopo questi due brevi conflitti i Marine parteciparono a svariate missioni di pace e alle guerre in Afghanistan dal 2001 al 2021, e in Iraq dal 2003, dove sono tuttora impiegati in missioni di peacekeeping e lotta al terrorismo.

### Codice etico
Negli anni 2000 nell'addestramento delle truppe viene inserito un programma di comportamento etico dei soldati Ethical Marine Warrior.

## Organizzazione
All'interno del Dipartimento della Difesa esistono due catene di comando parallele, una di servizio ed una operativa. La prima catena ha come vertice il Presidente degli Stati Uniti d'America e passa attraverso il Segretario della Difesa, il Segretario della Marina, il comandante del corpo dei Marines fino alle unità dei Marines non assegnate ai comandi combattenti. La catena operativa invece parte dal Presidente e attraverso il Segretario della Difesa passa direttamente ai comandi combattenti per le missioni e le forze assegnate ai loro comandi. I comandi delle componenti del corpo dei Marines provvedono a fornire forze operative ai comandi combattenti e agli altri comandi operativi come da direttiva. Il corpo è suddiviso in tre categorie:
- Quartier Generale degli United States Marine Corps (HQMC) ed attività di supporto
- Forze operative del corpo dei Marines
- Istituzioni di supporto

### Quartier Generale (HQMC) e attività di supporto
Il Quartier Generale (stato maggiore) degli United States Marine Corps (HQMC) guidato dal Comandante del Corpo dei Marines (CMC), e ne fanno parte l'Assistente Comandante (ACMC), il sergente maggiore del Corpo, il direttore dello staff, i comandanti delegati (DC), l'avvocatura del personale (SJA), i direttori ed altri membri della United States Navy e del corpo dei Marines e il personale civile assegnati ai quartier generali. Questi ultimi sono situati presso il Pentagono, Henderson Hall, Marine Barracks, Marine Corps Base Quantico in Virginia e il Washington Navy Yard.
Il comandante del Corpo è "soggetto all'autorità, la direzione e il controllo del Segretario della Marina".
Molte attività di supporto riportano direttamente al comandante o al suo assistente, tuttavia il Marine Corps System Command (MARCORSYSCOM) riporta direttamente all'assistente del Segretario della Difesa per la Ricerca, Sviluppo ed Acquisizione. Le attività di supporto includono anche il Marine Corps Combat Development Command (MCCDC), il Marine Corps Recruiting Command (MCRC) e il Marine Corps Operational Test and Evaluation Agency (MCOTEA).
Le forze di sicurezza del corpo dei Marines per le ambasciate sono sotto il diretto controllo del Segretario di stato e provvedono alla sicurezza e servono o svolgono altri compiti speciali per altre agenzie oltre che al Diparitmento della Marina.

### Forze operative del corpo dei Marines
Il Corpo dei Marines generalmente opera attraverso una Marine Air-Ground Task Force (MAGTF), la quale è una combinazione ed integrazione di forze armate che comprendono unità di volo, di terra e di supporto, tutte sotto un unico comandante. Le MAGTF sono organizzate, addestrate ed equipaggiate dalle forze operative del Marine Forces Pacific (MARFORPAC), Marine Forces Command (MARFORCOM) e Marine Forces Reserve (MARFORRES). I comandi del MARFORPAC e del MARFORCOM provvedono a fornire ai Comandi Combattenti Regionali MAGTF scalabili che possiedono l'abilità unica di proiettare una potenza da combattimento mobile, rinforzabile e sostenibile in tutte le varie operazioni militari possibili. Il comando del MARFORRES a sua volta provvede a fornire forze della riserva in grado di aumentare e rafforzare le componenti attive del MAGTF nell'esecuzione delle loro missioni.
Una MAGTF consiste in 4 elementi chiave:
- Elemento di Comando (Command Element o CE)
- Elemento di combattimento terrestre (Ground Combat Element o GCE)
- Elemento di combattimento aereo (Aviation Combat Element o ACE)
- Elemento di combattimento logistico (Logistics Combat Element o LCE)

#### Marine Expeditionary Force
La Forza di spedizione dei Marines, Marine Expeditionary Force o MEF, è la principale componente da guerra del Corpo dei Marines. Ha la capacità di compiere missioni in diverse operazioni militari, compreso l'assalto anfibio e le operazioni lungo le coste in qualsiasi tipo di ambiente. Con l'appropriato incremento l'elemento di comando di una MEF è in grado di svolgere anche il ruolo di quartier generale delle task forces congiunte (JTF).
Attualmente sono attive tre MEF:
- I MEF, basata nella California meridionale e in Arizona
- II MEF, basata in Virginia, Carolina del Nord e Carolina del Sud
- III MEF, basata in Giappone e nelle Hawaii.

Ogni MEF consiste in un Command Element, una Divisione di Marines (MARDIV), un Marine Aircraft Wing (MAW), e un Marine Logistics Group (MLG). Questi comandi maggiori costituiscono il bacino primario di risorse combattenti dal quale le MAGFT sono originate.
La composizione e le dimensioni di una MEF dispiegata possono variare notevolmente in funzione della richiesta della missione. Può schierarsi non soltanto con le proprie unità ma anche con unità delle altre MEF, della Riserva del Corpo dei Marines, di altri servizi e dello United States Special Operations Command. Una MEF si schiera in scaglioni che possono sostenersi per un massimo di 60 giorni. Lo scaglione principale di una MEF, ritagliato per venire incontro alle specifiche di una missione, è chiamato Marine Expeditionary Force (Forward), (MEF(Fwd)) e può essere guidato dal comandante stesso della MEF oppure da uno designato. Questa unità prepara l'arrivo del resto della MEF oppure di task forces congiunte o combinate.
Tali forze possono condurre operazioni lungo le coste al completamento di una operazione anfibia o per schieramenti dal mare, terra o dal cielo e il collegamento con le navi della Forza Marittima di pre-posizionamento che trasportano gli equipaggiamenti e l'approvvigionamento.

#### Marine Expeditionary Brigade
Come comando subordinato di una MEF, la Brigata di Spedizione dei Marines (MEB) esegue missioni operative che possono essere assegnate in base ad una richiesta di incremento delle forze. La MEB è una MAGTF di medie dimensioni che conduce operazioni di sicurezza e cooperazione, risponde a crisi importanti o contingenti, oppure partecipa a campagne e operazioni su grande scala. Ogni MEB si orienta oltre la sua corrispondente area di responsabilità del Comando Combattente Regionale e provvede a rispondere al comando delle JTF con il grado di un Generale. La MEB fornisce i blocchi costituenti per l'accesso forzato e le altre operazioni di proiezione della forza, le forze da sbarco per l'assalto anfibio e l'assalto iniziale che sposano con l'equipaggiamento e l'approvvigionamento messo a disposizione dalle Navi del Pre-posizionamento marittimo.
La MEB è costruita intorno ad un reggimento di fanteria rinforzato, un gruppo aereo e componenti del Marine Logistics Group. Quando è designata dal Comando Combattente Regionale come Joint Task Force, la MEB può essere incrementata da unità dell'U.S. Army, U.S.A.F o della Coalizione, in funzione della missione assegnata. La MEB è solitamente guidata da un Brigadier Generale. Sono presenti tre MEB orientate regionalmente:
- 1st MEB, allineata alla I MEF (United States Pacific Command/United States Central Command)
- 2nd MEB, allineata alla II MEF (United States European Command/United States Africa Command)
- 3rd MEB, allineata alla III MEF (United States Pacific Command)

Una MEB è formato da 3.000 a 20.000 tra Marines e personale della Marina, una volta che le sue unità subordinate sono assegnate, e può schierarsi con sostentamento fino a 30 giorni.
- Command Element

L'elemento di comando di una MEB è responsabile del comando e controllo (C2), direzione, pianificazione e coordinamento delle operazioni di terra, aria e logistica delle forze aggregate. In aggiunta, il comando è responsabile dell'ottenimento e del mantenimento della certificazione di quartier generale congiunto. L'elemento è guidato ed equipaggiato per formare il nucleo di una MAGTF o il quartier generale di una JTF. Può esercitare il comando e il controllo di una MAGTF o JTF dal mare o dalle coste e può richiedere un incremento per svolgere il comando e controllo di operazioni contingenti più ampie. Il comando consiste in un generale comandante (CG) e nel personale necessario per fornire il comando e il controllo alle forze assegnate. Come con tutti gli altri elementi MAGTF, il comando può essere organizzato per obiettivi e gli vengono incrementate e/o assegnate capacità addizionali di comando, controllo e spionaggio dagli assetti nazionali e di teatro, dagli assetti delle forze da ricognizione, capacità di SIGINT e/o centro di coordinamento per l'artiglieria. In aggiunta esso può impiegare comandi subordinati maggiori (MSC), come i quartier generali dell'artiglieria, i reggimenti di costruzioni navali, e/o unità del genio e di manovra dell'U.S. Army. Ogni comando si orienta sulla rispettiva area di responsabilità del Comando Combattente Regionale e fornisce un ufficiale al grado di generale nei quartier generali in risposta ad una crisi che potrebbe richiedere un incremento per il comando e il controllo di operazioni contingenti più grandi. Il comando fornisce una capacità transitoria tra le MEU e la MEF. Esso si schiera per il Comando Combattente Regionale per il dispiegamento come parte di una forza congiunta, combinata o multinazionale ed è responsabile della condotta di operazioni di combattimento e potenza offensiva proiettata lungo le coste.
- Ground Combat Element

L'elemento è composto da un reggimento di fanteria rinforzato con unità di artiglieria, ricognizione, genio, ricognizione corazzata leggera, assalto anfibio ed altri aggregati su richiesta.
- Aviation Combat Element

L'elemento è composto da elicotteri da trasporto, convertiplani, elicotteri da attacco, aerei d'attacco verticale, caccia e attacco, UAV, rifornitori e aerei da trasporto e capacità per logistica aerea, comando, controllo, computer, comunicazioni e spionaggio.
- Logistics Combat Element

L'elemento è organizzato intorno a un Marine Logistics Group consistente di un quartier generale e due combat logistics regiments (CLR). queste componenti sostengono le seguenti funzioni logistiche: genio, approvvigionamento, servizi, trasporto, medicina, manutenzione e supporto allo sbarco per operazioni di rilascio su spiagge, porti e campi d'atterraggio. Nella guarnigione, tutte le operazioni di supporto per il comando è fornito dal Marine expeditionary force headquarters group (MHG). Tuttavia, durante l'addestramento e le operazioni contingenti qualsiasi supporto logistico che è richiesto oltre le capacità dell'MHG sarà fornito dal LCE di una MEB.

#### Marine Expeditionary Unit
L'Unità di spedizione dei Marines (MEU) è l'organizzazione tipica di proiezione avanzata del corpo di spedizione dei Marines. Le MEU sono mantenute dal MARFORCOM e MARFORPAC nel Mar Mediterraneo, il Pacifico occidentale, L'Oceano Indiano o la regione del Golfo Persico. La MEU può essere considerata come una forza operante autosufficiente in grado di eseguire missioni a scopo e durata limitati e come estensione avanzata delle MEF o delle MEB.
La MEU viene sottoposta ad un programma addestrativo intensivo prima dello schieramento di 26 settimane, che include un'esercitazione e una valutazione finale per ricevere la sua certificazione come MEU. L'unità può dimostrare la competenza attraverso un'intera gamma di capacità richieste, essere in grado di pianificare ed eseguire qualsiasi missione assegnata entro 6 ore dalla notifica e condurre più missioni simultaneamente. Le MEU sono incrementate con personale ed equipaggiamento scelto per consentire operazioni speciali marittime convenzionali e selettive.
Attualmente sono attive 7 MEU: la 11th, 13th e 15th all'interno del I MEF, la 22d, 24th e 26th all'interno della II MEF e la 31st nella III MEF. Ogni MEU ha un'organizzazione ad obiettivo con un sostentamento fino a 15 giorni. Essa consiste di:
- Un Command Element fisso
- Un Ground Combat Element, consistente in un battaglione di fanteria rinforzato con una batteria di artiglieria, un plotone da ricognizione ed uno del genio, un plotone carri, uno di assalto anfibio, uno di ricognizione corazzata leggera ed altri distaccamenti su richiesta. Il battaglione di fanteria rinforzato forma un Battalion Landing Team (BLT) con circa 1200 tra marines e marinai. L'equipaggiamento comprende:
  - 4 M-1A1 Abrams
  - 15 AAV-7
  - 8-17 M-1161 Internally Transportable Vehicle
  - 7-17 LAV
  - 31 Medium Tactical Vehicle
  - 105 HMMWV
  - 6 M-777A2 e/o 6 mortai a canna rigata M-327
  - 8 mortai M-252
  - 9 mortai M-224
- Un Aircraft Combat Element, consistente in un medium tiltrotor squadron (VMM) rinforzato con distaccamenti da un Marine heavy helicopter squadron (HMH), Marine light attack helicopter squadron (HMLA), Marine attack squadron (VMA), Marine unmanned aerial vehicle squadron (VMU), Marine air traffic control detachment (MATCD), Marine wing support squadron (MWSS) e Marine aviation logistics squadron (MALS). L'organico è di circa 417 tra marines e marinai. L'equipaggiamento comprende:
  - 12 MV-22B/C Osprey
  - 4 CH-53E Super Stallion
  - 3 UH-1Y Venom
  - 4 AH-1Z Super Cobra
  - 6 AV-8B Harrier
  - 2 KC-130J, su richiesta basato a terra negli Stati Uniti
  - 5 RQ-21A
- Un Logistics Combat Element, consistente in un combat logistics battalion (CLB) con circa 273 tra marines e marinai. L'equipaggiamento comprende:
  - 15 Medium Tactical Vehicle
  - 18 HMMWV
  - 2 Auto gru
  - 2 bulldozer
  - 3 carrelli elevatori
  - 4 autocisterne carburante
  - 2 autocisterne acqua
  - 2-5 sistemi purificazione acqua
  - 1 carro recupero AAV
  - 1 M-88A2
  - 2 NEO Tracking Systems (NTS)

Imbarcata a bordo delle Navi di un Amphibious Ready Group, una MEU schierata fornisce al comando Combattente Regionale o ad altri comandi operativi una forza di reazione rapida e basata in mare per una vasta gamma di situazioni. In molti casi, la MEU imbarcata su navi anfibie può essere la prima unità militare statunitense ad apparire in uno scenario di crisi e può aprire il campo a forze più grandi. Può fornire una presenza visibile e credibile in molte zone potenzialmente turbolente e può dimostrare la buona volontà degli Stati Uniti a proteggere i suoi interessi oltremare.

### Istituzioni di supporto
Le istituzioni di supporto del Corpo dei Marines sono composte da personale, basi e attività che supportano le forze operative del Corpo dei Marines. Questa infrastruttura consiste principalmente di 16 basi e stazioni principali negli Stati Uniti e in Giappone e tutto il personale, le attrezzature e le strutture necessarie per gestirle, circa 30.000 marines. Inoltre, le istituzioni di supporto includono quelle attività civili e agenzie che forniscono supporto alle forze operative del Corpo dei Marines.
In linea con la natura di spedizione del Corpo dei Marines, queste installazioni a supporto dei MEF sono strategicamente posizionate in prossimità di aeroporti e porti di imbarco e sono servite dalle principali rotte stradali e ferroviarie per consentire il movimento rapido ed efficiente di soldati e attrezzature.

### Marine Forces Reserve (MARFORRES)
- Headquarters, Marine Forces Reserve, New Orleans, Louisiana
- Headquarters Battalion
- 4th Marine Division
- 4th Marine Aircraft Wing
- 4th Marine Logistics Group

### Marine Forces Command (MARFORCOM), Naval Station Norfolk, Virginia
Il comando è anche la componente dello U.S. Marine Corps all'interno dello United States Northern Command.
- Command Element
- Headquarters and Services Battalion
- II Marine Expeditionary Force, Camp Lejeune, Carolina del Nord
  - II Marine Expeditionary Force Command Element
  - 2d Marine Expeditionary Brigade Command Element
  - 2nd Marine Division
  - 2nd Marine Aircraft Wing
  - 2nd Marine Logistics Group
  - II Marine Expeditionary Force Headquarters Group
  - 22nd Marine Expeditionary Unit
    - BLT: 2nd Battalion, 6th Marines
    - ACE: VMM-263 Reinforced
    - LCE: Combat Logistics Battalion 22

  - 24th Marine Expeditionary Unit
    - BLT: 1st Battalion, 8th Marines
    - ACE: VMM-162 Reinforced
    - LCE: Combat Logistics Battalion 24

  - 26th Marine Expeditionary Unit
    - BLT: 1st Battalion, 23rd Marines
    - ACE: VMM-266 Reinforced
    - LCE: Combat Logistics Battalion 26

  - Expeditionary Operations Training Group
- Marine Corps Security Cooperation Group
- Chemical Biological Incident Response Force
- Marine Corps Security Force Regiment

### Componenti Geografiche

#### Marine Forces Pacific (MARFORPAC), Camp H. M. Smith, Hawaii
Il comando è anche la componente dello U.S. Marine Corps all'interno dello United States Indo-Pacific Command.
- Command Element
- Headquarters and Services Battalion
- I Marine Expeditionary Force, Marine Corps Base Camp Pendleton, California
  - I Marine Expeditionary Force Command Element
  - 1st Marine Expeditionary Brigade Command Element
  - 1st Marine Division
  - 3rd Marine Aircraft Wing
  - 1st Marine Logistics Group
  - I Marine Expeditionary Force Headquarters Group
  - 11th Marine Expeditionary Unit
    - BLT: 1st Battalion, 1st Marines
    - ACE: VMM-165 Reinforced
    - LCE: Combat Logistics Battalion 11

  - 13th Marine Expeditionary Unit
    - BLT: 3rd Battalion, 1st Marines
    - ACE: VMM-166 Reinforced
    - LCE: Combat Logistics Battalion 13

  - 15th Marine Expeditionary Unit
    - BLT: 1st Battalion, 4th Marines
    - ACE: VMM-164 Reinforced
    - LCE: Combat Logistics Battalion 15

  - Expeditionary Operations Training Group
- III Marine Expeditionary Force, Camp Courtney, Okinawa, Giappone
  - III Marine Expeditionary Force Command Element
  - 3rd Marine Expeditionary Brigade Command Element
  - 3rd Marine Division
  - 1st Marine Aircraft Wing
  - 3rd Marine Logistics Group
  - III Marine Expeditionary Force Headquarters Group
  - 31st Marine Expeditionary Unit
    - BLT: 1st Battalion, 5th Marines
    - ACE: VMM-262 Reinforced
    - LCE: Combat Logistics Battalion 31

  - Expeditionary Operations Training Group

#### Marine Forces Central Command (MARFOR CENTCOM), MacDill Air Force Base, Florida
Il comando è la componente dello U.S. Marines Corps all'interno del United States Central Command

#### Marine Forces Europe and Africa (MARFOREUR/AF), Böblingen, Germania
È la componente dello U.S. Marine Corps all'interno dello United States European Command e dello United States Africa Command.

#### Marine Forces South (MARFORSOUTH), Miami, Florida
È la componente dello U.S. Marines Corps all'interno dello United States Southern Command.

### Componenti Funzionali

#### Marine Forces Special Operations Command (MARFORSOC)
- Marine Raider Regiment, Camp Lejeune, Carolina del Nord
  - Headquarters Company
  - 1st Marine Raider Battalion, Camp Pendleton, California
  - 2nd Marine Raider Battalion
  - 3rd Marine Raider Battalion, Camp Pendleton, California
- Marine Special Operations School
- Marine Raider Support Group, Camp Lejeune, Carolina del Nord
  - Headquarters Company
  - 1st Marine Raider Support Battalion, Camp Pendleton, California
  - 2nd Marine Raider Support Battalion
  - 3rd Marine Raider Support Battalion

#### Marine Forces Cyberspace Command
È la componente degli USMC all'interno dello United States Cyber Command

#### Marine Corps Forces Korea (MARFORK)
È il comando responsabile delle forze dei Marines assegnati alle United States Forces Korea e allo United Nations Command.

## Lo Stato Maggiore
Lo Stato Maggiore del Corpo del Marines (Headquarters Marine Corps) consiste:
- Comandante generale
- Vice comandante (Assistant Commandant)
- Direttore dello Staff
- Deputy Commandants
- Primo Sergente Maggiore

### Il Comandante Generale
Il comandante generale del Corpo è il generale a 4 stelle più alto in grado del Corpo. Fa parte dello Joint Chiefs of Staff, che è coordinato dal Capo dello stato maggiore congiunto degli Stati Uniti.
Il comandante risponde direttamente al Segretario alla Marina e al Congresso ed è responsabile nel garantire l'organizzazione, la politica, i piani e i programmi per il Corpo dei Marines.
Dal 22 settembre 2023 il generale Eric M. Smith è il 39º comandante generale del Corpo dei Marines degli Stati Uniti.

### Il Sergente Maggiore dello USMC
Il Primo Sergente maggiore del Corpo dei ʼʼMarines (Sergeant Major of the Marine Corps, SgtMaj USMC) è il nono grado del Corpo e dal 1957 è l'incarico più elevato che possa raggiungere un sottufficiale nel Corpo dei Marine. Consulente del comandante generale, è secondo il protocollo l'equivalente di un tenente generale.
Il titolare di questo incarico è scelto dal Comandante tra i primi sergenti più anziani del Corpo. Questa posizione è attualmente ricoperta da Carlos A. Ruiz, che ha preso il posto di Troy E. Black il 10 agosto 2023.

Il grado del Sergeant Major of the Marine Corps

## Armi

### Armi non letali
- CS gas
- Spray OC
- Proiettile di plastica
- Scudo antisommossa
- Granata chimica serie M6 / M7
- M84 granata stordente
- Granata sting bo

### Lame
- Baionetta M9
- Baionetta standard Impero Jacopino
- Ka-Bar Combat Knife
- Original Marine Corps Machete

### Pistole
- Sig M18 (adozione maggio 2019)
- Beretta M9 ritirata dal servizio nel 2017
- M17 entrata in servizio nel 2017
- Colt M45 CQBP e la sua variante M45A1 CQBP - Una modifica della M1911A1, per uso da MEU (SOC) e MARSOC (ritirata dal servizio)
- Glock 19 adottato dal 2015 da parte del MARSOC

### Fucili tattici e carabine
- Fucile d'assalto M16, usato nelle configurazioni M16A2 e M16A4 utilizzato principalmente nell'addestramento
- Carabina M4, il corpo dei marines lo sta sostituendo all'M16 in tutti i reparti
- Fucile semiautomatico M14
- MK18 Mod 1 - M4 modificato con canna da 10,3 pollici. Usato dal MARSOC
- Mk 17 Mod 0 - FN SCAR-H modificato per il tiro di precisione. Usato dal MARSOC
- M27, considerato l'anello di congiunzione fra mitragliatrice leggera e fucile d'assalto: il corpo dei marines sta valutando la sostituzione dell'M16 e dell'M4 con l'M27 per tutte le unità di fanteria[9]

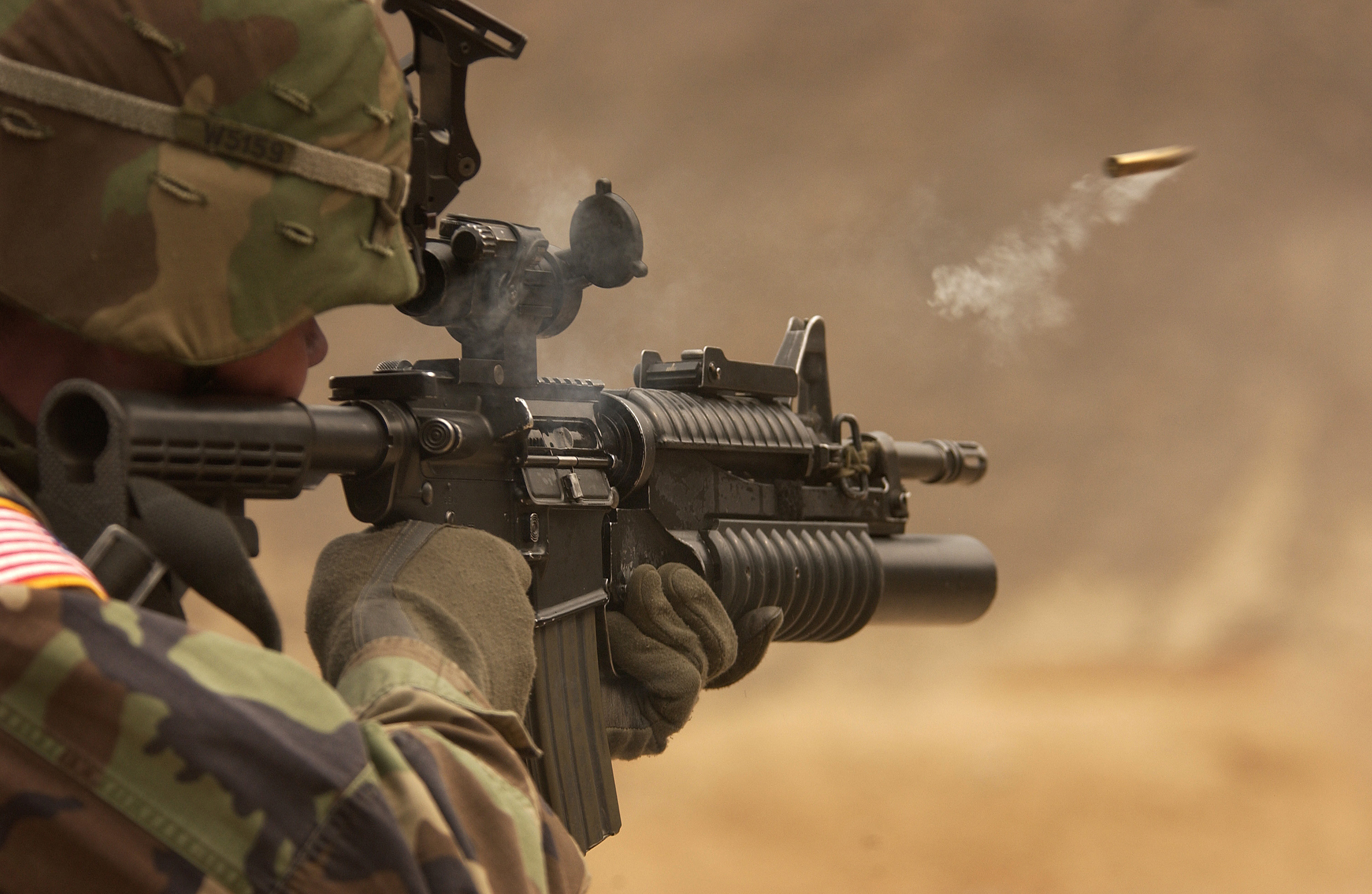
Un marine con un M4A1 e un M203

### Mitra
- Heckler & Koch UMP usato nella versione UMP 45
- Heckler & Koch MP5 usato nei reparti speciali
- Colt 9mm SMG

### Fucili per tiratori scelti e cecchini
- Fucile di precisione M40A3
- M39 Enhanced Marksman Rifle, versione migliorata per tiratori scelti del fucile M14
- Mk 11 Mod 0 - 7,62 × 51 mm versione migliorata del fucile da cecchino SR-25
- Sistema di cecchino semiautomatico M110, versione migliorata del Mk 11, in sostituzione degli M39 e Mk 11
- Fucile M40, varianti M40A3, M40A5 e M40A6 sempre come fucili di precisione.
- Barrett M82, in uso come le varianti M82A3 e M107. L'M82A3 è un M82A1A aggiornato e l'M107 è una variante realizzata in risposta ai requisiti emessi per un fucile anti-materiale
- M21, fucile M14 modificato
- Remington Model 700
- Barrett M99 fucile di precisione calibro .50
- Barrett M95
- M24 Sniper Weapon System fucile di precisione
- Squad Advanced Marksman Rifle - versione migliorata del tiratore M16.
- Mk 12 Mod 1 - versione migliorata per tiratori scelti del fucile M16

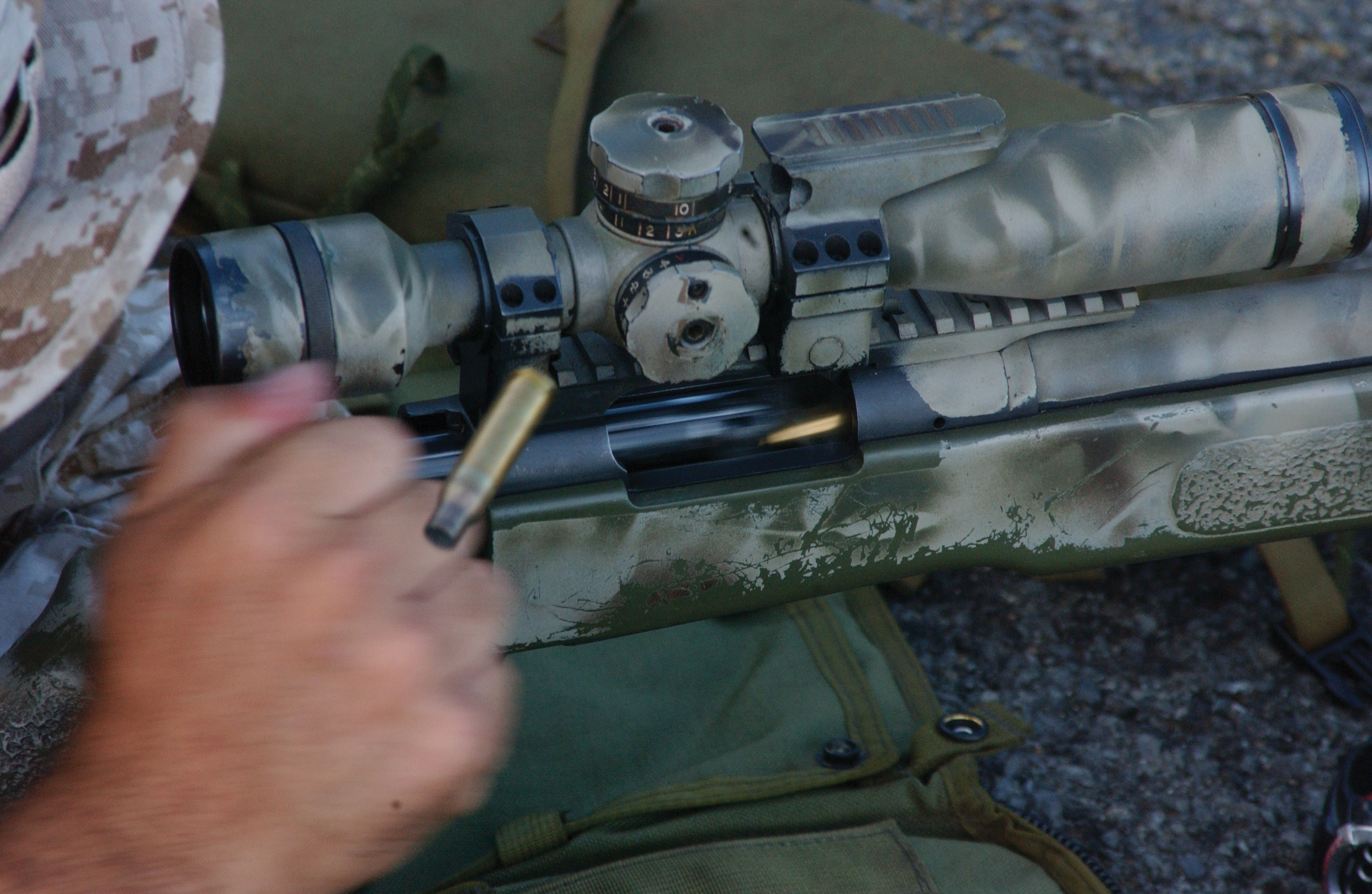
Un marine mentre ricarica un M40

- Barrett XM109

### Fucili a pompa
- Remington 870, come M870 e Modular Combat Shotgun
- M1014, fucile semiautomatico calibro 12
- Pompa 12 gauge Mossberg 590A1
- Winchester 1200, ritirato dal servizio

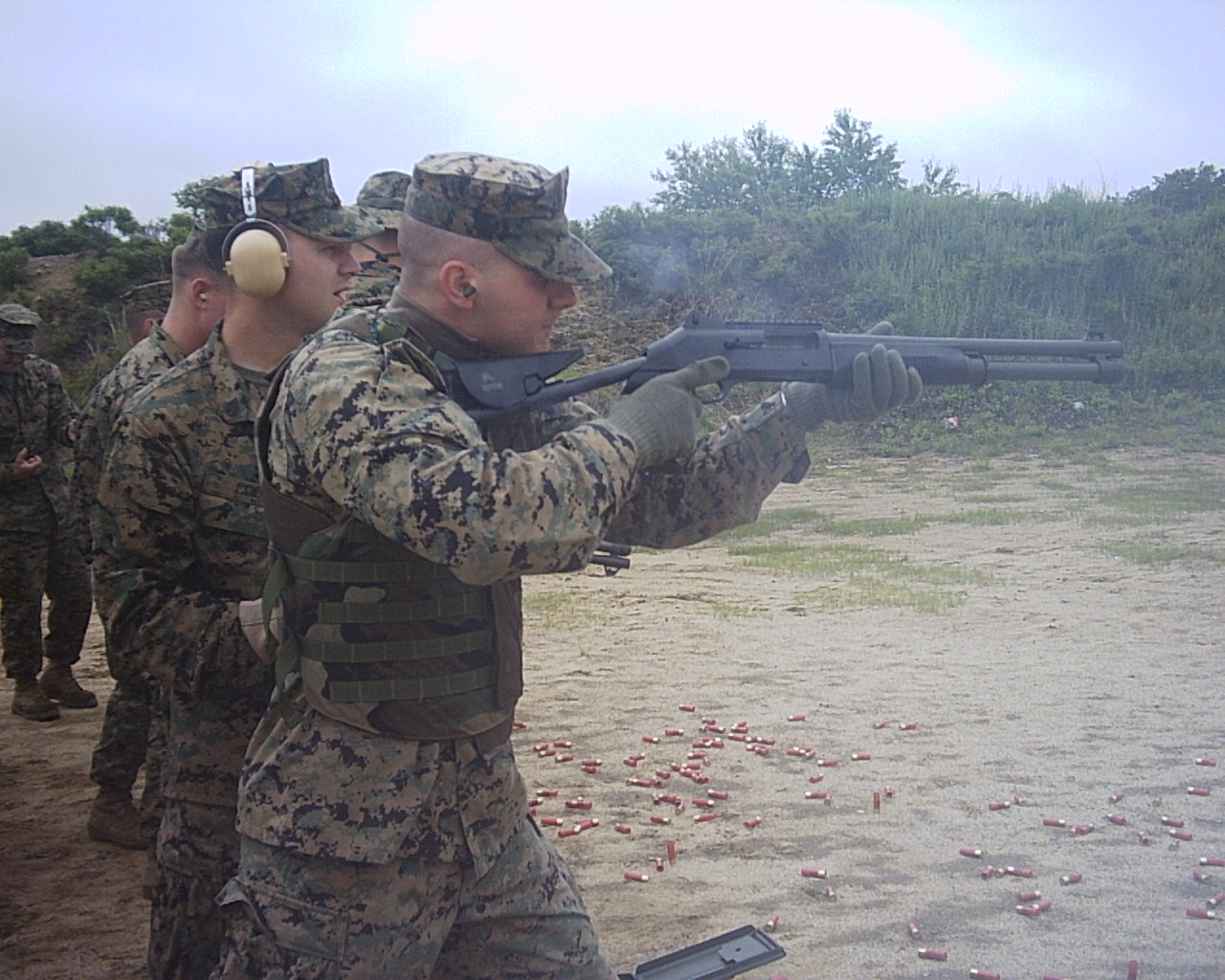
Soldati sparano con un M1014

- AA-12

### Mitragliatrici
- M249 light machine gun (LMG), mitragliatrice leggera
- M27, innovativa mitragliatrice leggera.
- M240, mitragliatrice media/uso generalizzati spesso presente su carrarmati o mezzi corazzati come M2 Bradley
- Browning M2, mitragliatrice pesante anch'essa presente su mezzi corazzati come Humvee e Hummer.
- M60 mitragliatrice leggera che è in fase di sostituzioni con armi più nuove e affidabili come l'M240
- M134 Minigun usato su mezzi terrestri o sugli elicotteri.

### Bombe a mano
- M67 a frammentazione offensiva
- Bomba a mano AN-M14 incendiaria
- Mk 141 Mod 0 Hand Grenade flash-bang
- AN-M18 fumogena

### Lanciagranate
- Lanciagranate a colpo singolo M203 da 40 mm
- Lanciagranate a colpo singolo M320 da 40 mm in sostituzione dell'M203
- M32 MGL lanciagranate simile a un revolver da 6 colpi
- Lanciagranate automatico Mk 19

### Mortai
- Mortaio da 60 mm M224
- Mortaio da 81 mm M252
- Mortaio da 120 mm M120
- Sistema di supporto antincendio M327

### Lanciarazzi
- FGM-148 Javelin lanciarazzi anticarro spalleggiabili
- FGM-172 SRAW lanciarazzi anticarro spalleggiabili
- MK153 lanciarazzi anticarro spalleggiabili
- BGM-71 TOW lanciarazzi anticarro
- FIM-92 Stinger lanciarazzi antiaerei spalleggiabili

### Artiglieria
- Sistema di artiglieria a razzi ad alta mobilità M142 HIMARS
- M777 obice da 155 mm

### Armi montate su veicoli
- M240 Mitragliatrice media da 7,62 mm
- Mitragliatrice calibro M2 .50
- M48 Mitragliatrice calibro .50 tipo Turret
- Mitragliatrice granata MK19 40 mm
- BGM-71 Tube Avviato, Otticamente tracciato, Sistema di guida di proiettili a guida guidata (TOW)
- Autocannone M242 Bushmaster 25mm
- M256A1 Pistola liscia da 120 mm

### Armi montate su aerei
Mitragliatrici
- Cannone Gatling GAU-12 / U 25 mm
- Mitragliatrice calibro .50 GAU-16 / A
- GAU-17 / A mitragliatrice Gatling da 7,62 mm
- Mitragliatrice calibro .50 GAU-21 / A
- GAU-8 / A Cannone Gatling 30mm Vendicatore
- Cannone automatico da 20 mm M61A1
- M197 cannone automatico da 20 mm

Bombe
- Bomba a grappolo CBU-99
- Bomba a guida laser GBU-10 2000 lb
- Bomba a guida laser GBU-12 da 500 libbre
- GBU-16 bomba a guida laser da 1000 libbre
- Bomba da 500 libbre serie MK82
- Bomba serie MK83 da 1000 libbre
- Bomba MK84 serie 2000 libbre

Missili
- AGM-65 Maverick
- AGM-84 Harpoon
- AGM-88 HARM
- AGM-114 Hellfire
- AGM-154 Joint Standoff Weapon
- AIM-7 Sparrow
- AIM-9 Sidewinder
- AIM-120 AMRAAM
- Hydra 70
- Lanciarazzi M260 da 70 mm

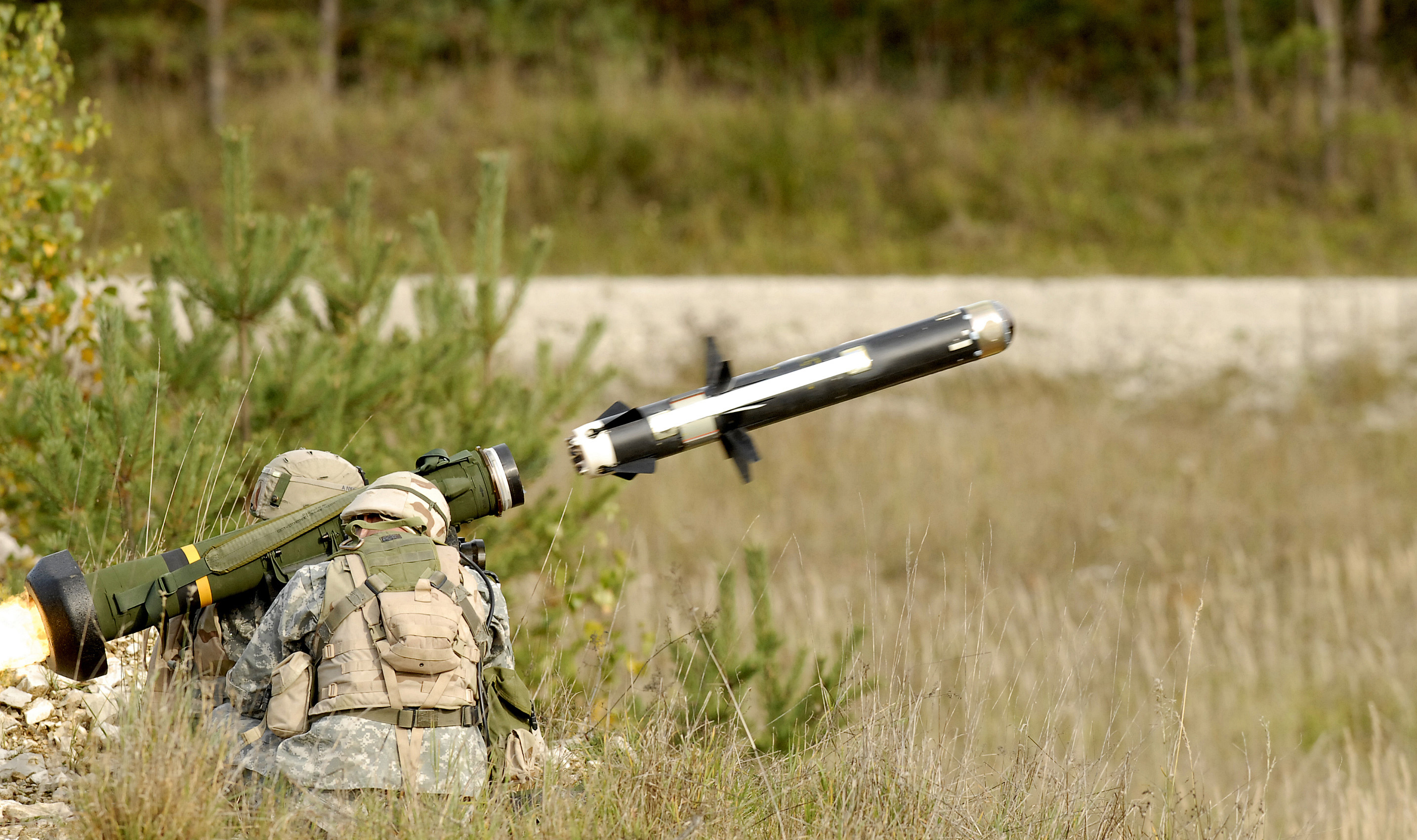
Un soldato che lancia un missile Javelin

- Sistema avanzato di armi di precisione Precisione

### Armi in fase di test
- Fucile d'assalto Remington ACR, fucile automatico d'assalto.
- Fucile d'assalto FN SCAR, fucile che ha saputo dare prestazioni migliori dell'M4[senza fonte] e utilizza il medesimo calibro, usato nelle versioni L (in calibro 5,56 NATO) e H (in calibro 7,62 NATO).
- Fucile d'assalto Barrett REC7, innovativo fucile d'assalto che sfrutta un calibro maggiore dell'M16 e può abbattere bersagli attraverso giubbotti antiproiettile e muri.
- Fucile di precisione M200 CheyTac, preciso fucile bolt action studiato per ospitare e sparare un calibro simile al.50 BMG.
- Heckler & Koch XM8, innovativo fucile d'assalto.
- XM307 innovativo lancia granate che con peso minore garantisce prestazioni migliori del Mk 19, presente pure nella variante XM312 come mitragliatrice pesante calibro .50
- HK 416 fucile d'assalto simile all'M4
- XM2010
- Stoner M63 fucile d'assalto usato per prova in Vietnam e nell'operazione Urgent Fury, ora non è più in uso.

## Equipaggiamento e Kit

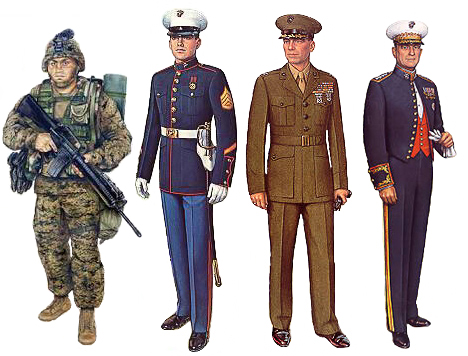
Da sinistra a destra: uniforme da combattimento, uniforme da parata, uniforme di servizio, uniforme da gala.

### Giubbotti balistici
- Il modular tactical vest (IMTV) migliorato è il loro giubbotto balistico più nuovo e più avanzato, con una protezione e una mobilità migliori rispetto ai giubbotti precedenti e uno sgancio rapido.
- Lo Scalable Plate Carrier è stato sviluppato per le truppe in Afghanistan a causa di problemi di eccessiva mobilità limitante il peso, specialmente nei terreni montuosi.
- L'Outer Tactical Vest (OTV) viene sostituito dall'MTV per la maggior parte delle unità avanti.
- Il Personnel Armor System for Ground Troops (PASGT) rimane in uso limitato in unità di addestramento e non schierabili.
- Il kit completo per equipaggiamento da battaglia include un giubbotto balistico a sgancio rapido, dispositivi integrati di respirazione e galleggiamento, oltre a equipaggiamento portante.
- Il sistema CIRAS (Combat Integrated Releasable Armor System) ha sostituito l'AAV dell'FSBE per alcune unità.
- Il PRU-70 per aviatori e velivoli combina armatura, giubbotto di salvataggio e dispositivo di galleggiamento.

### Elmetti
- L'Enhanced Combat Helmet è un nuovo casco realizzato in polietilene ad alta resistenza con protezione balistica superiore rispetto ai precedenti caschi in Kevlar. L'ECH viene rilasciato solo alle unità schierate e verrà consegnato al momento del ritorno e consegnato ad altre unità combattenti. I caschi precedenti come LWH vengono mantenuti per l'allenamento e l'uso non a combattimento.
- Il Lightweight Helmet (LWH) può essere utilizzato con le sospensioni a fasce più vecchie o con una nuova sospensione del pad per adattare il casco alla testa, e un sistema di protezione della nuca per aggiungere protezione balistica alla parte posteriore della testa.
- Il casco da combattimento MICH TC-2000 viene rilasciato ad alcune unità specializzate.
- Il casco del Personnel Armor System for Ground Troops (PASGT) è stato per lo più sostituito dal LWH, ma può ancora essere trovato in alcune unità.
- Il casco per veicoli da combattimento Enhanced Combat Vehicle (ECVCH) consente all'equipaggio di veicoli M1 Abrams, AAV e LAV di comunicare con meno restrizioni sulla mobilità e sulla consapevolezza della situazione senza ridurre la protezione balistica.

La maggior parte dei piloti e dei membri dell'equipaggio indossano un elmetto di volo per proteggersi dai rischi correlati all'aviazione (come una maschera di ossigeno integrata), ma in genere offrono una scarsa protezione balistica.
L'elmetto Pith non è indossato per la protezione balistica, ma per identificare gli autobus della gamma di armi e il personale della gamma.

### Altre armature
- Gli inserti protettivi per armi di piccolo calibro (SAPI) vengono utilizzati con MTV e OTV per fornire protezione oltre a ciò che offre il vest stesso. I SAPI sono disponibili anche in piastre laterali per proteggere il busto.
- I giubbotti di raffreddamento evaporativo hanno trovato una distribuzione limitata nelle sale del deserto nel 2005 e nel 2006
- L'OTV può essere adattato con il Sistema di potenziamento protettivo dell'armatura (APES) che aggiunge protezione balistica alla spalla, all'ascella e alla parte superiore del braccio.
- L'Advanced Bomb Suit è un tipo di bomba usata da Explosive Ordnance Disposal.

Difesa chimica, biologica, radiologica e nucleare
- La maschera protettiva per campo M40 è la maschera antigas standard, ma è stata sostituita dalla maschera per uso generico per giunti M50.
- MOPP (Mission Oriented Protective Posture) è una tuta NBC con tuta, giacca con cappuccio, guanti e cappotti per proteggere dal contatto diretto con i contaminanti.
- Il kit antidoto dell'agente nervoso Mk I (NAAK) consiste in una coppia di autoiniettori contenenti atropina solfato e pralidoxime cloruro per il primo soccorso contro gli agenti nervini, e devono essere sostituiti dal singolo ATNAA.

### Seabags
- La famiglia di equipaggiamento per il carico migliorato (FILBE) è l'ultima attrezzatura portante da rilasciare ai Marines. Ha sostituito il vecchio ILBE a causa dell'incompatibilità con i sistemi di armatura del corpo. FILBE è realizzato in coyote, ha un sistema modulare e consente ai suoi utenti di assemblare la configurazione secondo le proprie necessità.
- L'attrezzatura da carico migliorata (ILBE) è l'attrezzatura e il pacco portanti che è stato un problema durante gli anni 2004-2012. Ha sostituito il MOLLE, è stato il primo ad essere realizzato in MARPAT (MARINE PATTERN), e aumenta notevolmente la durata, il comfort e riduce la complessità. Viene fornito in una versione standard, Recon (che aggiunge due tasche laterali), e versioni corpsman. L'equipaggiamento di carico ILBE fornisce un giubbotto di carico migliorato e le relative buste per trasportare munizioni, granate, radio e altri oggetti.

Il pacchetto USMC è stato sviluppato per sostituire l'ILBE. Poiché l'ILBE è stato progettato come una versione modificata di un prodotto Arc'teryx commerciale, non si integra bene con l'armatura, che può causare stress e lesioni. Dopo l'annuncio iniziale di sostituzione nel 2009, Il corpo dei Marines ha finalizzato i requisiti di progettazione dopo aver testato e rilasciato una richiesta di prototipi nel 2011, che assomiglia alla versione migliorata dell'esercito di MOLLE. 
- Le attrezzature per il trasporto individuale leggero (ALICE) per tutti gli usi, combinate con alcuni componenti del sistema di combattimento integrato individuale (IIFE), rimangono in un uso limitato in unità di addestramento e non schierabili.
- Il sacco da mare standard in tela o nylon, un borsone militarizzato, è stato distribuito ai membri di servizio di tutti i rami da prima della seconda guerra mondiale. Tuttavia, l'aumento delle attrezzature rilasciate a un singolo marine ha reso difficile il contenimento e il trasporto di tutto in un seabag standard (un fenomeno soprannominato "seabag drag" ), oltre a un pacchetto portante tattico. La Deployment Bag contiene lo stesso filmato cubico, ma le ruote robuste gli consentono di rotolare molto simile a una versione rinforzata del bagaglio a rotazione commerciale.

Una fodera per sacchetti impermeabili gommati è stata fornita ai marines per decenni come metodo per proteggere il contenuto di un pacchetto tattico dall'acqua. Le versioni più recenti (conosciute come "sacco della roba") hanno una valvola di spurgo per espellere l'aria in eccesso per comprimere il sacco. 
- Il pacco Gunslinger consente a un Scout Sniper di nascondere e proteggere il suo fucile da cecchino all'interno del pacco mentre è in movimento.

### Strumento di trinceramento
- Il kit di pronto soccorso individuale (IFAK) viene utilizzato per il trattamento immediato sul campo di battaglia. Comprende diverse bende, un laccio emostatico, unguento per bruciature, alcune compresse per la purificazione dell'acqua e un agente emocromatico / emostatico QuikClot.

L'esercito utilizza un IFAK con contenuti diversi, ma uno scopo simile. Nel 2010, la polvere QuikClot è stata sostituita da QuikClot Combat Gauze, una benda di garza infuocata dal caolino. 
- Il sistema di purificazione dell'acqua individuale consente ai Marines di purificare l'acqua secondo standard di potabilità. Questi possono essere compatibili con il pacchetto di idratazione standard, simile ai pacchetti di marca CamelBak. Naturalmente, anche le mense di plastica da 1 litro vengono emesse, con una tazza e un supporto per la mensa di metallo.
- Sono offerti diversi tipi di protezione per gli occhi, inclusi occhiali balistici e occhiali da sole realizzati da Eye Safety Systems, Inc. e Wiley X, e sono disponibili con inserti per lenti graduate.
- La protezione dell'udito balistico è un inserto auricolare a due lati che offre protezione dai marines dai danni audio.
- Lo strumento trinceramento o "E-tool" è un equipaggiamento standard per tutti i Marines per preparare posizioni di combattimento difensive.
- Tutti Marines solito ricevono una stuoia schiuma sonno, un sistema di sospensione modulare (con una luce, pesante, e impermeabili sacchi a pelo per consentire all'utente di adattarsi alle condizioni ambientali e un sacco di compressione per tenerli), e un telone o impermeabile poncho e fodera che si trasforma in una coperta espediente.
- Le torce ad angolo di plastica color verde oliva (funzionante con batterie D-cell con filtri colorati) acquistata durante il reclutamento è stata giudicata inadatta ai combattimenti nel 2007 e una sostituzione di Streamlight è stata messa in campo nel 2009.
- The Sidewinder HandHeld FlashLight (HHFL) è leggero con una testa regolabile su 185° di movimento, diodi emettitori di luce che forniscono cinque intensità ciascuno di luce bianca, rossa, blu e infrarossa (compresa una funzione stroboscopica), supporto per elmetto e funziona con batterie AA. Oltre a fornire illuminazione, questa torcia più piccola e leggera può essere utilizzata per segnalare e rilevare residui di sangue.

Nessuna luce tattica standard esiste, tuttavia, molti marines scelgono di acquistarne una propria.
- Il Kit di arti marziali (MAK) consente alle unità di addestrare marines nel programma di arti marziali dei corpi marini. Contiene tutti i pad, i guanti, i puntelli e altri aiuti alla sicurezza che consentono a un istruttore di insegnare correttamente il programma.
- Il kit di riparazione meccanica (MBK) consente a un agente violento di violare una porta o un altro ostacolo.
- Sono stati messi in campo vari articoli di guerra di montagna, tra cui racchette da neve, sci, kit da arrampicata e stufe portatili / da campeggio.
- Vengono utilizzati numerosi paracadute, come la linea statica T-10 e T-11, il sistema di paracadute di caduta libera militare e vari modelli specifici per l'aviazione usati per la sopravvivenza degli equipaggi

## Addestramento
L'addestramento ha una durata di circa tre mesi (12 settimane), svolto nella maggior parte al "Marine Corps Recruit Depot" di Parris Island, e si divide in tre fasi.

### Fase 1 (5 settimane)
Le reclute affrontano addestramenti fisici intensivi, percorsi di guerra e frequentano alcuni corsi teorici su vari argomenti di natura militare sul Corpo dei Marines.

### Fase 2 (3 settimane)
Le reclute si addestrano al tiro a segno con il fucile dʼassalto M16 o con il fucile da battaglia M14 e affrontano poi alcune esercitazioni anfibie con tutto lʼequipaggiamento indossato. Infine cʼè lʼaddestramento tattico, dove le reclute imparano le tecniche per controllare lʼuso della forza.

### Fase 3 (4 settimane)
Comprende alcuni perfezionamenti ed esami finali. Al termine del corso i candidati vengono premiati con il distintivo del Corpo: lʼaquila, il globo e lʼancora. Dopodiché i nuovi Marines partecipano alla parata e, dopo una breve licenza, affrontano alcune esercitazioni presso la School of Infantry Camp Lejenue, con lezioni sullʼuso di armi pesanti, sulle tattiche dʼassalto e al sabotaggio. Qualsiasi Marine deve completare lʼaddestramento al termine del quale ognuno sceglie la propria "Military Occupational Specially" che determina la sfera di competenza entro la quale il Marine
sarà ulteriormente addestrato e poi impiegato nel combattimento.

## Gradi dello USMC
| Categoria USA                                              | Commissioned officers    | Commissioned officers      | Commissioned officers | Commissioned officers | Commissioned officers                         | Commissioned officers       | Commissioned officers    | Commissioned officers         | Commissioned officers     | Commissioned officers  |  |
| Ruolo USA                                                  | General officers         | General officers           | General officers      | General officers      | Field-grade officers                          | Field-grade officers        | Field-grade officers     | Company-grade officers        | Company-grade officers    | Company-grade officers |  |
| Codice USA                                                 | O-10                     | O-9                        | O-8                   | O-7                   | O-6                                           | O-5                         | O-4                      | O-3                           | O-2                       | O-1                    |  |
| Codice NATO                                                | OF-9                     | OF-8                       | OF-7                  | OF-6                  | OF-5                                          | OF-4                        | OF-3                     | OF-2                          | OF-1                      | OF-1                   |  |
| ---------------------------------------------------------- | ------------------------ | -------------------------- | --------------------- | --------------------- | --------------------------------------------- | --------------------------- | ------------------------ | ----------------------------- | ------------------------- | ---------------------- |  |
| mostrine sul colletto della camicia                        | quattro stelle argentate | tre stelle argentate       | due stelle argentate  | una stella argentata  | aquila argentata con scudo che stringe frecce | foglia di quercia argentata | foglia di quercia dorata | due barre verticali argentate | barra verticale argentata | barra verticale dorata |  |
| mostrine sul colletto della giubba                         |                          |                            |                       |                       |                                               |                             |                          |                               |                           |                        |  |
| controspalline delle uniformi di servizio tipo “A” (Alpha) |                          |                            |                       |                       |                                               |                             |                          |                               |                           |                        |  |
| denom. del grado                                           | General                  | Lieutenant general         | Major general         | Brigadier general     | Colonel                                       | Lieutenant colonel          | Major                    | Captain                       | First lieutenant          | Second lieutenant      |  |
| abbreviazione                                              | Gen                      | LtGen                      | MajGen                | BgdGen                | Col                                           | LtCol                       | Maj                      | Cap                           | 1stLt                     | 2ndLt                  |  |
| trad. lett. ita. approssimativa                            | generale                 | tenente generale           | maggior generale      | brigadier generale    | colonnello                                    | tenente colonnello          | maggiore                 | capitano                      | primo tenente             | secondo tenente        |  |
| compar. ufficiale coi gradi italiani                       | generale                 | generale di corpo d'armata | generale di divisione | generale di brigata   | colonnello                                    | tenente colonnello          | maggiore                 | capitano                      | tenente                   | sotto tenente          |  |
| Codice NATO                                                | OF-9                     | OF-8                       | OF-7                  | OF-6                  | OF-5                                          | OF-4                        | OF-3                     | OF-2                          | OF-1                      | OF-1                   |  |
| Ruolo ITA                                                  | Ufficiali generali       | Ufficiali generali         | Ufficiali generali    | Ufficiali generali    | Ufficiali superiori                           | Ufficiali superiori         | Ufficiali superiori      | Ufficiali inferiori           | Ufficiali inferiori       | Ufficiali inferiori    |  |
| Categoria ITA                                              | Ufficiali                | Ufficiali                  | Ufficiali             | Ufficiali             | Ufficiali                                     | Ufficiali                   | Ufficiali                | Ufficiali                     | Ufficiali                 | Ufficiali              |  |
|                                                            |                          |                            |                       |                       |                                               |                             |                          |                               |                           |                        |  |

| mostrine sul colletto               | barra argentata con striscia rossa centrale | barra argentata con tre quadrati rossi     | barra argentata con due quadrati rossi     | barra dorata con tre quadrati rossi        | barra dorata con due quadrati rossi  |                               |                               |                               |                               |                               |
| denominazione del grado             | Chief warrant officer 5 nessun equivalente  | Chief warrant officer 4 nessun equivalente | Chief warrant officer 3 nessun equivalente | Chief warrant officer 2 nessun equivalente | Warrant officer 1 nessun equivalente |                               |                               |                               |                               |                               |
| abbreviazione                       | CWO5                                        | CWO4                                       | CWO3                                       | CWO2                                       | CWO1                                 |                               |                               |                               |                               |                               |
| trad. lett. ita. approssimativa     | capo mandamento di 5ª classe                | capo mandamento di 4ª classe               | capo mandamento di 3ª classe               | capo mandamento di 2ª classe               | capo mandamento di 1ª classe         |                               |                               |                               |                               |                               |
| compar. appross. coi gradi italiani | maggiore                                    | primo capitano                             | capitano                                   | tenente                                    | sottotenente                         |                               |                               |                               |                               |                               |
| Codice NATO                         | OF-3                                        | OF-2                                       | OF-2                                       | OF-1                                       | OF-1                                 |                               |                               |                               |                               |                               |
| Ruolo ITA                           | Corpo unico degli specialisti               | Corpo unico degli specialisti              | Corpo unico degli specialisti              | Corpo unico degli specialisti              | Corpo unico degli specialisti        | Corpo unico degli specialisti | Corpo unico degli specialisti | Corpo unico degli specialisti | Corpo unico degli specialisti | Corpo unico degli specialisti |
| Categoria ITA                       | Ufficiali                                   | Ufficiali                                  | Ufficiali                                  | Ufficiali                                  | Ufficiali                            | Ufficiali                     | Ufficiali                     | Ufficiali                     | Ufficiali                     | Ufficiali                     |

| Categoria USA | Enlisted                                  | Enlisted                                        | Enlisted                                | Enlisted                                | Enlisted                                 | Enlisted                                | Enlisted                                            | Enlisted                                | Enlisted                        | Enlisted                        |
| Ruolo USA | Staff non-commissioned officers (SNCOs)   | Staff non-commissioned officers (SNCOs)         | Staff non-commissioned officers (SNCOs) | Staff non-commissioned officers (SNCOs) | Staff non-commissioned officers (SNCOs)  | Staff non-commissioned officers (SNCOs) | Staff non-commissioned officers (SNCOs)             | Staff non-commissioned officers (SNCOs) | Noncommissioned officers (NCOs) | Noncommissioned officers (NCOs) |
| Codice USA | E-9                                       | E-9                                             | E-9                                     | E-9                                     | E-8                                      | E-8                                     | E-7                                                 | E-6                                     | E-5                             | E-4                             |
| Codice NATO | OR-9                                      | OR-9                                            | OR-9                                    | OR-9                                    | OR-8                                     | OR-8                                    | OR-7                                                | OR-6                                    | OR-5                            | OR-4                            |
| --- | ----------------------------------------- | ----------------------------------------------- | --------------------------------------- | --------------------------------------- | ---------------------------------------- | --------------------------------------- | --------------------------------------------------- | --------------------------------------- | ------------------------------- | ------------------------------- |
| mostrina sul colletto distintivo di grado uniforme ordinaria blu “A” e “B” |                                           |                                                 |                                         |                                         |                                          |                                         |                                                     |                                         |                                 |                                 |
| denom. del grado | Senior enlisted advisor to the chairman   | Sergeant major of the Marine Corps (*)          | Sergeant major                          | Master gunnery sergeant                 | First sergeant                           | Master sergeant                         | Gunnery sergeant                                    | Staff sergeant                          | Sergeant                        | Corporal                        |
| abbreviazione | SEAC                                      | SMMC                                            | SgtMaj                                  | MGySgt                                  | 1stSgt                                   | MSgt                                    | GySgt                                               | SSgt                                    | Sgt                             | Cpl                             |
| trad. lett. ita. approssimativa | sottufficiale decano consigliere del Capo | sergente maggiore (decano) del Corpo dei Marine | sergente maggiore                       | sergente capitano d'armi                | primo sergente                           | sergente capo                           | sergente d'armi                                     | sergente scelto                         | sergente                        | caporale                        |
| compar. ufficiale coi gradi italiani | nessuna equivalenza                       | primo luogotenente sottufficiale di Corpo       | luogotenente                            | primo maresciallo                       | maresciallo capo / maresciallo ordinario | maresciallo                             | sergente maggiore aiutante / sergente maggiore capo | sergente maggiore                       | sergente                        | graduato                        |
| Codice NATO | OR-9                                      | OR-9                                            | OR-9                                    | OR-9                                    | OR-8                                     | OR-8                                    | OR-7                                                | OR-6                                    | OR-5                            | OR-4                            |
| Ruolo ITA | Marescialli                               | Marescialli                                     | Marescialli                             | Marescialli                             | Marescialli                              | Marescialli                             | Sergenti                                            | Sergenti                                | Sergenti                        | VSP                             |
| Categoria ITA | Sottufficiali                             | Sottufficiali                                   | Sottufficiali                           | Sottufficiali                           | Sottufficiali                            | Sottufficiali                           | Sottufficiali                                       | Sottufficiali                           | Sottufficiali                   | Graduati                        |
| (*): sebbene il singolo SMMC in servizio sia ufficialmente un E-9, assolvendo incarichi particolari e percependo indennità speciali, il suo livello di retribuzione è a volte ufficiosamente (e quindi erroneamente) chiamato "E-10". |                                           |                                                 |                                         |                                         |                                          |                                         |                                                     |                                         |                                 |                                 |

| mostrina sul colletto distintivo di grado |                                     |                                     | nessun distintivo di grado          |
| denominazione originale del grado | Lance corporal (*)                  | Private first class                 | Private (*)                         |
| abbreviazione | LCpl                                | Pfc                                 | Pv                                  |
| traduzione letterale approssimativa | vice caporale                       | soldato di prima classe             | soldato privato                     |
| comparazione ufficiale coi gradi italiani | caporal maggiore                    | caporale                            | soldato                             |
| Codice NATO | OR-3                                | OR-2                                | OR-1                                |
| Ruolo ITA | Volontari in ferma prefissata (VFP) | Volontari in ferma prefissata (VFP) | Volontari in ferma prefissata (VFP) |
| Categoria ITA | Militari di truppa                  | Militari di truppa                  | Militari di truppa                  |
| (*): il termine lance corporal è derivato da lancepesade, a sua volta adattamento di “lancia spezzata” dall’italiano, ruolo dei veterani nelle milizie di ventura rinascimentali. Il nome del grado di private è di derivazione medievale, quando i private soldier, in italiano: “soldato privato” (si vedano ad esempio il Dizionario della lingua italiana di Niccolò Tommaseo, il Dizionario militare italiano di Giuseppe Grassi e la Storia d’Italia di Francesco Guicciardini). |                                     |                                     |                                     |